# (1825) Кларе
(1825) Кларе (нем. Klare) — типичный астероид главного пояса, который был открыт 31 августа 1954 года немецким астрономом Карлом Рейнмутом в обсерватории Хайдельберг в Германии и назван в честь германского астронома Герхарда Кларе. 

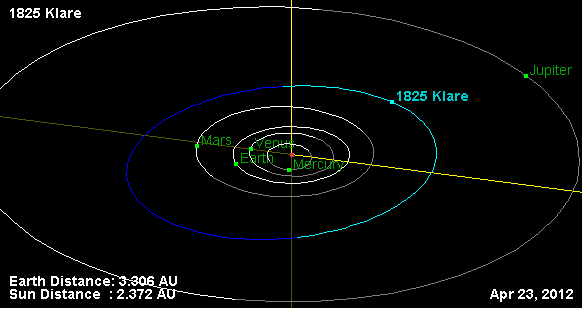
Орбита астероида Кларе и его положение в Солнечной системе